# Маріб (мухафаза)
Маріб (араб. مأرب) - одна з 21 мухафази Ємену.

## Географія
Розташована в центральній частині країни, межує з мухафазами: Хадрамаут (на сході), Шабва (на південному сході), Ель-Бейда (на півдні), Сана (на заході) і Ель-Джауф (на півночі).
Площа становить 20 043 км². Адміністративний центр - місто Маріб.

## Населення
За даними на 2013 рік чисельність населення становить 297 871 осіб .
 Динаміка чисельності населення мухафази по роках: 
| 1988  | 1994   | 2004   | 2013   |
| ----- | ------ | ------ | ------ |
| 95300 | 181740 | 241690 | 297871 |